# 1642 en musique classique
| \| • Retour à la chronologie générale de la musique classique • \| |
| Grèce • Rome • Haut Moyen Âge • VIIIe siècle • IXe siècle • Xe siècle • XIe siècle XIIe siècle • XIIIe siècle • XIVe siècle • XVe siècle • XVIe siècle • XVIIe siècle XVIIIe siècle • XIXe siècle • XXe siècle • XXIe siècle |
| • Retour à la chronologie générale de la musique classique • |

| Années en musique classique : 1639 - 1640 - 1641 - 1642 - 1643 - 1644 - 1645    |
| Décennies en musique classique : 1610 - 1620 - 1630 - 1640 - 1650 - 1660 - 1670 |

## Événements
- Composition de L'incoronazione di Poppea, opéra de Claudio Monteverdi.

- Publication de Zangh-Bloemzel, de Joan Albert Ban.

### Créations
- 22 février : Le Palais enchanté, opéra de Luigi Rossi, à Rome.

## Naissances

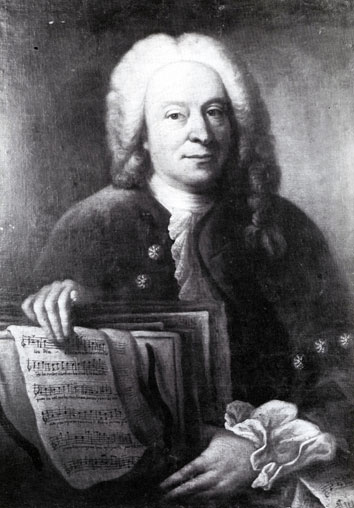
Johann Christoph Bach

- 11 janvier : Johann Friedrich Alberti, compositeur et organiste allemand († 14 juin 1710).
- 23 septembre : Giovanni Maria Bononcini, compositeur italien († 18 novembre 1678).
- 6 décembre : Johann Christoph Bach I, compositeur et organiste allemand († 31 mars 1703).

### Date indéterminée
- Benedictus Buns, moine et compositeur néerlandais († 6 décembre 1716).
- Michelangelo Falvetti, compositeur italien († 1692).
- Pierre Gaultier, compositeur français († 1696).

## Décès
- 29 septembre : Ioannes Ruckers, facteur de clavecins flamand (° 15 janvier 1578).

### Date indéterminée
- Giovanni Battista Buonamente, compositeur et violoniste italien (° vers 1595).
- Nicolas Vallet, compositeur et luthiste néerlandais d'origine française (° vers 1583).